# Alice Taglioni
Pour les articles homonymes, voir Taglioni.
Alice Taglioni est une actrice et romancière française, née le 26 juillet 1976 à Ermont (Val-d'Oise).
Elle est révélée par des rôles de femme idéale dans les comédies Mensonges et trahisons et plus si affinités... (2004) et La Doublure (2006).
Elle confirme par la suite surtout avec des comédies romantiques : Notre univers impitoyable (2008), dont elle partage l'affiche avec Jocelyn Quivrin, puis Paris-Manhattan (2012), avec Patrick Bruel.

## Biographie

### Jeunesse et formation
Née le 26 juillet 1976 à Ermont d'un père d'origine lombarde, dirigeant d'une société immobilière et d'une mère visiteuse médicale, Alice Taglioni est la cadette d'une famille de trois enfants. Elle est protestante et passe quelques années comme louvette chez les Éclaireuses et Éclaireurs unionistes de France.
Elle est élève au lycée Racine (Paris), section piano-études.
Elle se destine en effet à une carrière de pianiste, après avoir fait le conservatoire national de région de Paris. Finalement, elle prend des cours de comédie et joue au théâtre et au cinéma.
En 1994, elle fait sa première apparition à l'écran dans la sitcom AB Productions Hélène et les Garçons.
Élue Miss Corse en 1996, elle refuse par la suite de participer à l'élection de Miss France et est donc remplacée par Delphine Cheuva pour le concours national.
Elle a hérité de sa mère une passion pour le jazz (elle a étudié à la Bill Evans Piano Academy).

### Débuts et révélation (2002-2007)

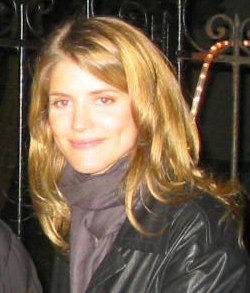
L'actrice à l'avant-première de L'Île aux trésors, à Dinard, en janvier 2007.

Au début des années 2000, elle fait plusieurs apparitions dans des téléfilms et des séries télévisées : en 2002, elle joue dans PJ et La Vie devant nous, où elle incarne une déléguée de classe de terminale en campagne. Puis en 2003, elle participe à Frank Riva, Aventure et Associés et Les Enquêtes d'Éloïse Rome.
Parallèlement, elle tient des petits rôles au cinéma : comme dans la comédie dramatique La Bande du drugstore, de François Armanet, puis la comédie romantique Décalage horaire, de Danièle Thompson.
En 2003, elle joue une avocate dans la comédie dramatique à succès Le Cœur des hommes, réalisé par Marc Esposito, mais c'est surtout la comédie Mensonges et trahisons et plus si affinités..., de Laurent Tirard, qui la propulse sur le devant de la scène, en lui confiant un rôle de femme parfaite convoitée par le héros. L'actrice y a pour partenaires Édouard Baer, Clovis Cornillac et Marie-Josée Croze.
L'année 2005 lui permet de retrouver Clovis Cornillac pour deux projets : la superproduction Les Chevaliers du ciel, réalisée par Gérard Pirès, également portée par Benoît Magimel puis la comédie Le Cactus, de Gérard Bitton et Michel Munz, où elle seconde Cornillac mais aussi Pascal Elbé. Si les films sont des échecs critiques, la comédienne est lancée.
Francis Veber lui confie le rôle d'une femme fatale dans sa nouvelle comédie, La Doublure. Elle y côtoie des pointures de la comédie Gad Elmaleh et Dany Boon mais aussi des acteurs fétiches du cinéaste, Daniel Auteuil et Richard Berry. Le film est un succès, mais la confirme dans le registre de la blonde spectaculaire.
L'année 2007 est cependant marquée par deux échecs : tout d'abord celui de la comédie d'aventures L'Île aux trésors, réalisée par Alain Berberian. L'actrice y joue une plantureuse bourgeoise, entourée de Gérard Jugnot et Jean-Paul Rouve. Le film est un flop critique et commercial. Puis l'actrice évolue dans un registre plus réaliste, en faisant partie du quatuor de la comédie de mœurs Détrompez-vous. Affublée de chandails et de grosses lunettes, elle joue une femme mariée à Roschdy Zem, qui, lui, a pour maîtresse Mathilde Seigner. Avec le mari de cette dernière, joué par François Cluzet, elle va essayer de séparer les deux amants. Les critiques sont cependant très mauvaises.

### Tête d'affiche au cinéma (2008-2014)

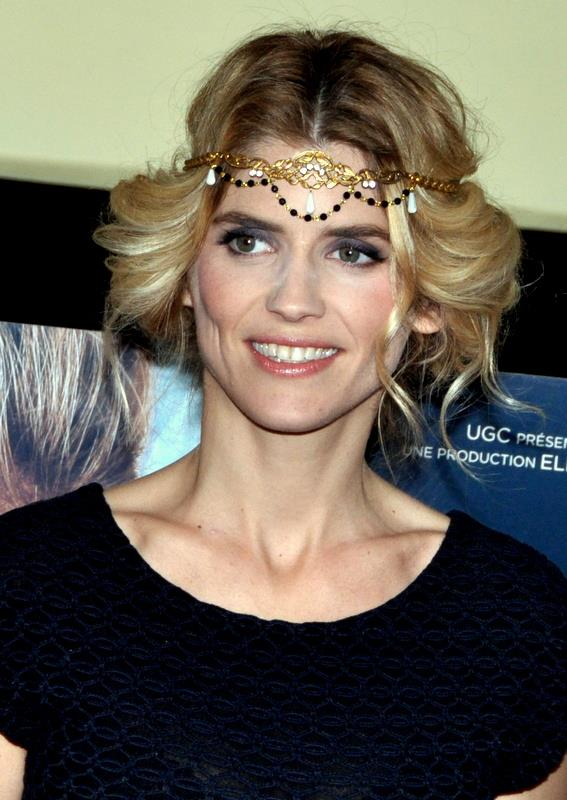
L'actrice à l'avant-première de Cookie, en janvier 2013.

L'année 2008 marque un tournant dans sa carrière : tout d'abord, elle partage l'affiche de la comédie romantique Notre univers impitoyable, de Léa Fazer, avec Jocelyn Quivrin, où elle incarne une avocate d'affaires ; puis elle redevient une femme fatale pour le thriller Ca$h, écrit et réalisé par Éric Besnard. Le film est porté par Jean Dujardin et lui permet de mettre à profit son talent personnel pour le poker. Enfin, Jean-Paul Rouve la choisit pour lui donner la réplique dans son premier film comme réalisateur, le biopic Sans arme, ni haine, ni violence. Elle y joue aussi une femme séduisante et mystérieuse.
De 2006 à 2008, l'actrice est l'égérie de la marque de maroquinerie de luxe Lancel. Elle participe aussi au clip de Martin Solveig, I Want You.
En 2011, elle casse son image glamour pour son retour sur la scène médiatique, en incarnant une policière avec Albert Dupontel dans le polar La Proie, d'Éric Valette. Puis en 2012, elle partage l'affiche de la comédie romantique Paris-Manhattan avec Patrick Bruel, où elle joue une parisienne de carte postale, cinéphile et romantique.
L'année 2013 la ramène à un registre dramatique : Léa Fazer lui confie le premier rôle de Cookie, où elle joue une hôtesse de l'air endeuillée, se reconstruisant à la suite de sa rencontre avec un petit garçon. Virginie Efira joue le rôle de sa sœur cadette. Puis elle tient le premier rôle féminin du thriller indépendant Zaytoun, porté par Stephen Dorff. Tourné en Israël, le film lui permet de jouer un médecin de l'ONU dans un camp palestinien. Enfin, elle apparaît dans un épisode de la série policière Crossing Lines.
En 2014, elle fait partie de la distribution d'actrices françaises de premier plan réunies par Audrey Dana pour sa comédie de bande Sous les jupes des filles. Puis elle seconde Gérard Lanvin et JoeyStarr pour le thriller d'action Colt 45. Enfin, elle partage l'affiche de la comédie d'aventures On a marché sur Bangkok, écrite et réalisée par Olivier Baroux, avec Kad Merad. Elle est annoncée comme nouvelle égérie de la marque de coiffure de luxe Dessange.

### Passage à la télévision (depuis 2015)
L'année suivante, elle retrouve Lanvin pour le drame Premiers Crus, de Jérôme Le Maire. L'actrice y évolue aussi aux côtés de Jalil Lespert. Puis elle accepte un second rôle dans l'acclamé drame Réparer les vivants, réalisé par Katell Quillévéré. Le long-métrage lui permet de jouer une pianiste de concert, une passion de jeunesse de l'actrice.
Mais c'est à la télévision qu'elle revient comme tête d'affiche : d'abord pour le drame L'Annonce, écrit et réalisé par Julie Lopes-Curval pour la chaîne Arte ; cette romance sur fond social lui permet de poursuivre dans un registre dramatique et réaliste. Puis dans un registre totalement différent, elle porte le téléfilm d'aventure Mystère au Louvre, qui marque sa troisième collaboration avec Léa Fazer. L'actrice y incarne Constance de Coulanges, une sorte d’Arsène Lupin au féminin. Philippe Torreton lui donne la réplique.
L'année 2018 est marquée par son retour au cinéma avec la romance La Dernière Folie de Claire Darling, de Julie Bertuccelli. L'actrice y incarne la version jeune de l'héroïne, interprétée par Catherine Deneuve. L'actrice y retrouve Jean-Paul Rouve.
En 2019, elle se produit dans un téléfilm de TF1, intitulé Jamais sans toi, Louna. Ce téléfilm tiré d'un fait divers sur « deux jeunes parents qui ont été dépossédés de leur enfant car ils étaient accusés de maltraitance sur celui-ci », l'entoure de Rod Paradot, Inna Modja et Chloé Jouannet.

### Vie privée

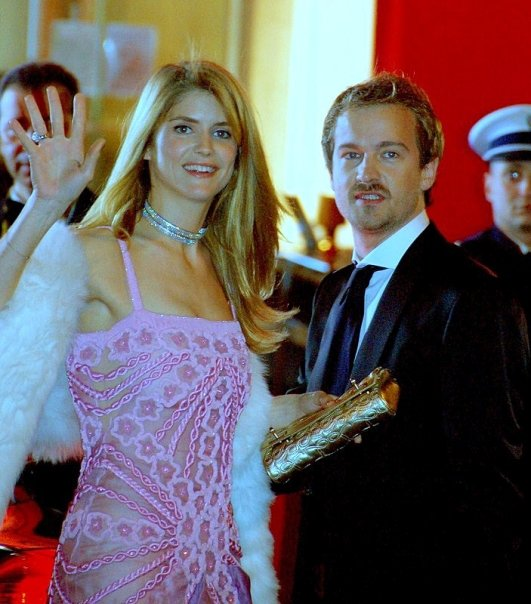
Alice Taglioni et Jocelyn Quivrin à la cérémonie des Césars 2008.

Elle a deux frères, Samuel et Simon Taglioni. Ce dernier tient quelques rôles au cinéma et à la télévision.
Alice Taglioni a été la compagne de l'acteur Jocelyn Quivrin, qui meurt le 15 novembre 2009 au volant de son roadster Ariel Atom, dont il perd le contrôle sur l'autoroute A13 dans le tunnel de Saint-Cloud. Quelques mois avant sa mort, naît leur fils Charlie : le 18 mars 2009. Les deux acteurs s'étaient rencontrés sur le tournage du film Grande École.
À la une du magazine Paris Match daté du 27 février 2014, elle s'affiche en couple avec le présentateur du journal télévisé de France 2, Laurent Delahousse. Elle a donné naissance le 7 février 2016 à leur premier enfant, une fille prénommée Swann puis à un garçon, Lino, né en décembre 2019.

### Vie publique
En 2011, on a pu la voir participer aux World Series of Poker sous l'écusson de l'équipe française Winamax.
Le 24 septembre 2015, elle reçoit la médaille de la faculté de médecine Paris Descartes et devient marraine de la promotion étudiante 2015-2016.
Le 15 novembre 2016, elle est marraine du prix du Quai des Orfèvres 2017, décerné à Pierre Pouchairet pour son polar Mortels Trafics, en présence de deux anciens parrains du prix, Alain Delon et Jean-Paul Belmondo.
Elle est marraine de deux associations : Enfants et Santé,, et le Centre d'action sociale protestant.
En 2021, elle intègre la troupe des Enfoirés avec Vianney et Kev Adams.

## Filmographie
Sauf indication contraire, les informations mentionnées dans cette section peuvent être confirmées par les bases de données cinématographiques IMDb et Allociné,  présentes dans la section « Liens externes ».

### Cinéma
- 2002 : La Bande du drugstore, de François Armanet : Nathalie Meissonier
- 2002 : Décalage horaire, de Danièle Thompson : une hôtesse
- 2002 : Brocéliande, de Doug Headline : Léa
- 2003 : Le Pharmacien de garde, de Jean Veber : Christine
- 2003 : Le Cœur des hommes, de Marc Esposito : maître Annette
- 2003 : Rien que du bonheur, de Denis Parent : Cerise
- 2004 : Grande École, de Robert Salis : Agnès
- 2004 : Mensonges et trahisons et plus si affinités..., de Laurent Tirard : Claire
- 2005 : Les Chevaliers du ciel, de Gérard Pirès : Estelle « Pitbull » Kass
- 2005 : Le Cactus, de Gérard Bitton et Michel Munz : Justine
- 2006 : La Panthère rose (The Pink Panther), de Shawn Levy : une journaliste
- 2006 : La Doublure, de Francis Veber : Éléna
- 2006 : Acteur, court-métrage de Jocelyn Quivrin
- 2007 : L'Île aux trésors, d'Alain Berberian : Évangeline Trelawney
- 2007 : Détrompez-vous de Bruno Dega : Carole
- 2008 : Notre univers impitoyable de Léa Fazer : maître Margot Dittermann
- 2008 : Ca$h d'Éric Besnard : Garance
- 2008 : Sans arme, ni haine, ni violence, de Jean-Paul Rouve : Julia
- 2011 : La Proie d'Éric Valette : Claire Linné
- 2012 : Paris-Manhattan de Sophie Lellouche : Alice
- 2013 : Cookie de Léa Fazer : Adeline
- 2013 : Zaytoun d'Eran Riklis : Leclair
- 2014 : Colt 45 de Fabrice Du Welz : Isabelle Le Franc
- 2014 : Sous les jupes des filles d'Audrey Dana : Marie
- 2014 : On a marché sur Bangkok d'Olivier Baroux : Natacha Bison
- 2015 : Premiers Crus de Jérôme Le Maire : Blanche
- 2016 : Réparer les vivants de Katell Quillévéré : Daphné
- 2016 : Des Portoricains à Paris de Ian Edelman : Colette
- 2018 : La Dernière Folie de Claire Darling de Julie Bertuccelli : Claire Darling jeune
- 2019 : Andy de Julien Weill : Margaux
- 2019 : Je voudrais que quelqu'un m'attende quelque part d'Arnaud Viard : Juliette
- 2021 : Les Fantasmes de David et Stéphane Foenkinos : Sophie
- 2024 : Nice Girls de Noémie Saglio : Leo
- 2025 : Le Routard de Philippe Mechelen : Marie-Nesrine Garnier

### Télévision
- 2001 : Quatre copains de Stéphane Kurc : L'amie de Bart
- 2002 : Ton tour viendra d'Harry Cleven : Laurence
- 2002 : PJ, épisode Taupe : Virginie Sonneville
- 2002 : La Vie devant nous, épisodes Confusions et Le retour : Irène Walter
- 2003 : Frank Riva, de Philippe Setbon : Marie Forlo
- 2003 : Aventure et Associés (épisode Trapped) : Florence Minguet
- 2003 : Les Enquêtes d'Éloïse Rome, épisode Joanna est revenue : Joanna
- 2013 : Crossing Lines, épisode La croisée des chemins (New Scars and Old Wounds – Part 2) : Dominique Claire
- 2014-2015 : Frères d'armes, série télévisée historique de Rachid Bouchareb et Pascal Blanchard : présentation de Douglas Grant (en) et Mohamed Lakhdar Toumi
- 2015 : L'Annonce de Julie Lopes-Curval : Annette
- 2017 : Mystère au Louvre de Léa Fazer : Constance de Coulanges
- 2019 : Noces d'or de Nader Takmil Homayoun : Dora Saint-Cast
- 2019 : Jamais sans toi, Louna de Yann Samuell : Claire Weiss
- 2020 : Au-dessus des nuages de Jérôme Cornuau : Dorine Bourneton
- 2022 : OVNI(s) (saison 2) : Claire Carmignac
- 2025 : Joseph de Lucien Jean-Baptiste : Allison Maes
- 2025 : Lucky Luke de Benjamin Rocher : Charlie

## Théâtre
Sauf indication contraire ou complémentaire, les informations mentionnées dans cette section peuvent être confirmées par la base de données Les Archives du spectacle.
- 2004 : Devinez Qui ? Dix petits nègres d'Agatha Christie, pièce mise en scène Bernard Murat, Théâtre du Palais-Royal
- 2010 : Chien-Chien de Fabrice Roger-Lacan, pièce mise en scène Jérémie Lippmann, Théâtre de l'Atelier
- 2024 : Vel d'Hiv de Sébastien Lévy, mise en scène Alex Lutz, théâtre Antoine

## Publication
- Un papa vivant (roman), Éditions Robert Laffont, 2023

## Distinctions
- Talents Cannes Adami 2002